# Barkniewko
Barkniewko (deutsch Barkenbrügge) ist ein Dorf in der polnischen Woiwodschaft Westpommern. Es gehört zur Stadt- und Landgemeinde Borne Sulinowo (Groß Born) im Powiat Szczecinecki (Neustettiner Kreis).

## Geographische Lage
Das Dorf liegt in Hinterpommern, etwa 25 Kilometer südlich von Neustettin und zehn Kilometer östlich von Borne Sulinowo (Groß Born) und wird vom Bach Zarne durchflossen.

## Geschichte
Um 1783 hatte das damals adelige Dorf Barkenbrügge fünf kleinere Vorwerke, acht Bauernstellen, drei Kossätenstellen, eine Schmiede, eine zur Neustettiner Synode gehörige Filialkirche und war in die Anteile A, B, C, D, E und F unterteilt: Das Rittergut Barkenbrügge A mit dem Vorwerk Raddatzer Krug auf der Feldmark befand sich seit 1717 im Lehensbesitz der Familie Hertzberg; Besitzer seit 1830 war Georg Graf Hertzberg, der es noch 1857 besaß. Das Hertzbergsche Lehen Barkenbrügge B wurde 1674 von Caspar Rüdiger von Hertzberg an den Prediger Rhensius verkauft, dessen Erben es noch 1873 besaßen. Das Hertzbergsche Lehen Barkenbrügge C war wiederholt verpfändet worden und wurde am 31. Mai 1781 von dem Staatsminister Ewald Friedrich von Hertzberg wieder eingelöst. Das Allodial-Rittergut Barkenbrügge D befand sich seit 1854 im Besitz einer Frau von Zastrow, geb. Köppen. Barkenbrügge F mit dem Vorwerk Grünhof auf der Feldmark war ein altes Lehen der Familie Bonin.
Im Jahr 1865 erhob der preußische Fiskus in der Landgemeinde Barkenbrügge eine Grundsteuer in Höhe von 56 Reichstalern und 21 Silbergroschen, im Gutsbezirk Barkenbrügge A und F eine Grundsteuer von 16 Reichstalern und einem Pfennig sowie im Gutsbezirk Barkenbrügge B und C eine Grundsteuer von 30 Reichstalern, neun Silbergroschen und vier Pfennigen.
Die Rittergüter Barkenbrügge A und F besaß um 1892 die Landrätin von Zastrow, die Rittergüter Barkenbrügge B und C der Ratzebuhrer Bürgermeister Georg von Hertzberg. 1896 scheint die Familie Zastrow alleinige Gutsbesitzerin von Barkenbrügge gewesen zu sein. Im Jahr 1927 war Barkenbrügge in der Liste der pommerschen Gutsbezirke nicht mehr verzeichnet.
Die Gemeinde Barkenbrügge hatte um 1930 eine Flächengröße von 15,3 km². In der Gemarkung des Orts standen insgesamt 60 bewohnte Wohnhäuser an zwei Wohnstätten:
1. Barkenbrügge
2. Neu Hertzberg

Im Jahr 1945 gehörte die Landgemeinde Barkenbrügge zum Landkreis Neustettin im Regierungsbezirk Köslin der preußischen Provinz Pommern des Deutschen Reichs. Barkenbrügge war dem Amtsbezirk Bahrenbusch zugeordnet.
Im Frühjahr 1945 wurde Barkenbrügge von der Roten Armee besetzt. Nach Beendigung der Kampfhandlungen wurde die Region seitens der sowjetischen Besatzungsmacht zusammen mit ganz Hinterpommern und der südlichen Hälfte Ostpreußens der Volksrepublik Polen zur Verwaltung überlassen. Es wanderten nun Polen zu. Barkenbrügge wurde unter der Ortsbezeichnung ‚Barkniewko‘ verwaltet. In der Folgezeit wurde die einheimische Bevölkerung von der polnischen Administration aus Barkenbrügge vertrieben.

### Demographie
| Jahr | Einwohner | Anmerkungen |
| ---- | --------- | --- |
| 1783 | —         | durch den Zarne-Bach zweigeteilter adeliger Wohnsitz mit fünf kleinen Vorwerken, einer Kirche und 24 Feuerstellen (Haushaltungen), im Lehensbesitz der Familien Hertzberg (südlicher Teil, 16 Feuerstellen) und Bonin (nördlicher Teil, acht Feuerstellen) befindlich |
| 1818 | 92        | Kirchdorf, adelige Besitzung |
| 1825 | 109       | Dorf, mit dem Vorwerk Grünhof |
| 1852 | 293       | Dorf |
| 1864 | 369       | am 3. Dezember, Gemeindebezirk sowie Gutsbezirke A und B zusammen |
| 1867 | 404       | am 3. Dezember, davon 348 in der Landgemeinde, 21 im Gutsbezirk A und 35 im Gutsbezirk B |
| 1871 | 401       | am 1. Dezember, davon 347 in der Landgemeinde (342 Evangelische und fünf Juden) sowie 13 im Gutsbezirk A (sämtlich Evangelische) und 41 im Gutsbezirk B (40 Evangelische und ein Katholik)                                                                            |
| 1885 | 382       | am 1. Dezember, davon 324 in der Landgemeinde (315 Evangelische und neun Juden) sowie 16 im Gutsbezirk A u. F (sämtlich Evangelische) und 42 im Gutsbezirk B u. C (sämtlich Evangelische)                                                                             |
| 1910 | 331       | am 1. Dezember, davon 313 im Gemeindebezirk und 18 im Gutsbezirk |
| 1925 | 368       | darunter 364 Evangelische und ein Katholik. |
| 1933 | 364       | [ 16 ] |
| 1939 | 138       | [ 16 ] |

## Religionen
Die bis 1945 anwesenden Dorfbewohner waren mit gelegentlichen Ausnahmen evangelisch, ihre Seelsorge war schon im 18. Jahrhundert wechselweise vom Kirchspiel Lottin und vom Kirchspiel Plietnitz wahrgenommen worden.